# Quai aux sphinx

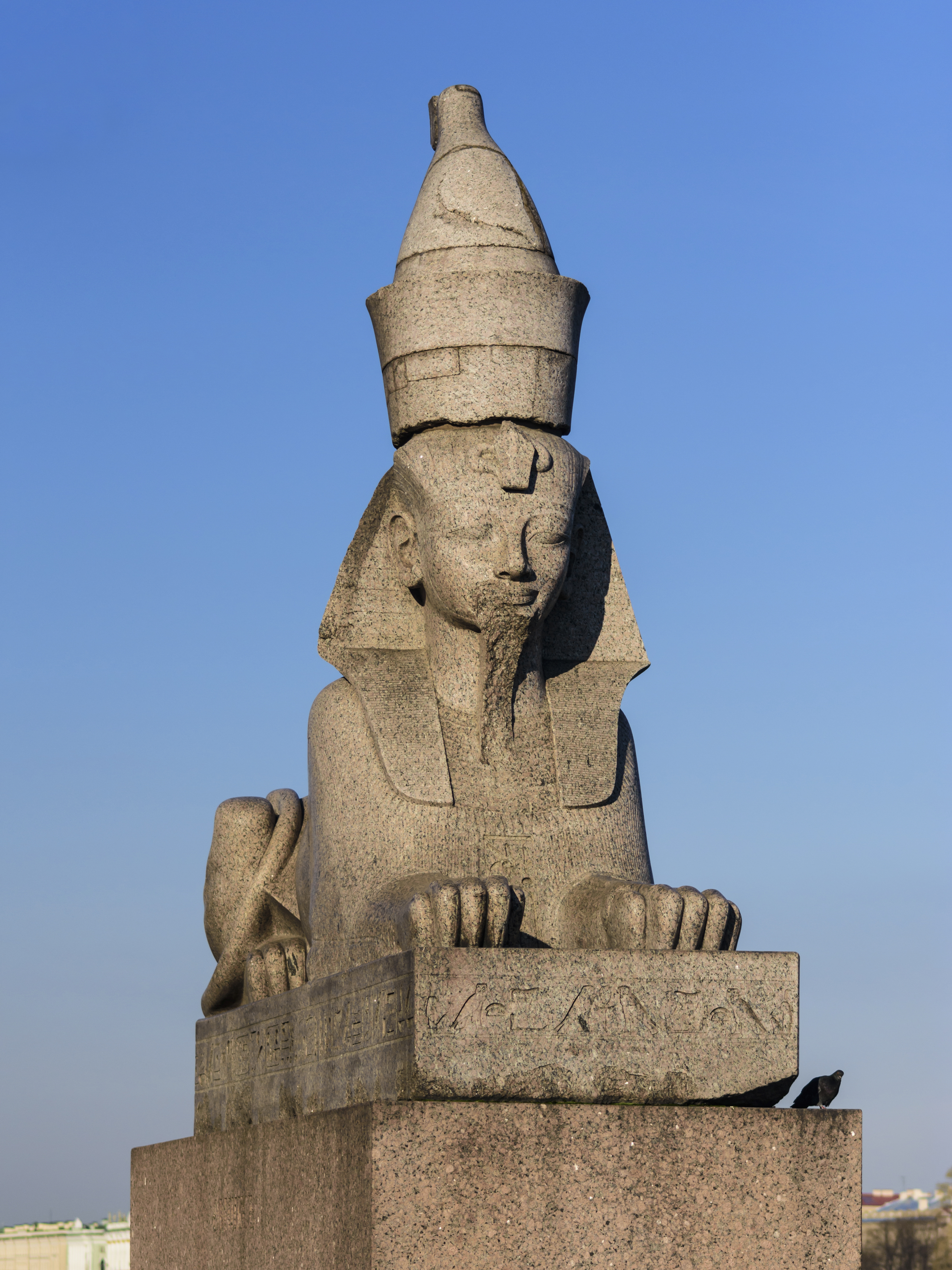
Sphinx du quai de l'université.

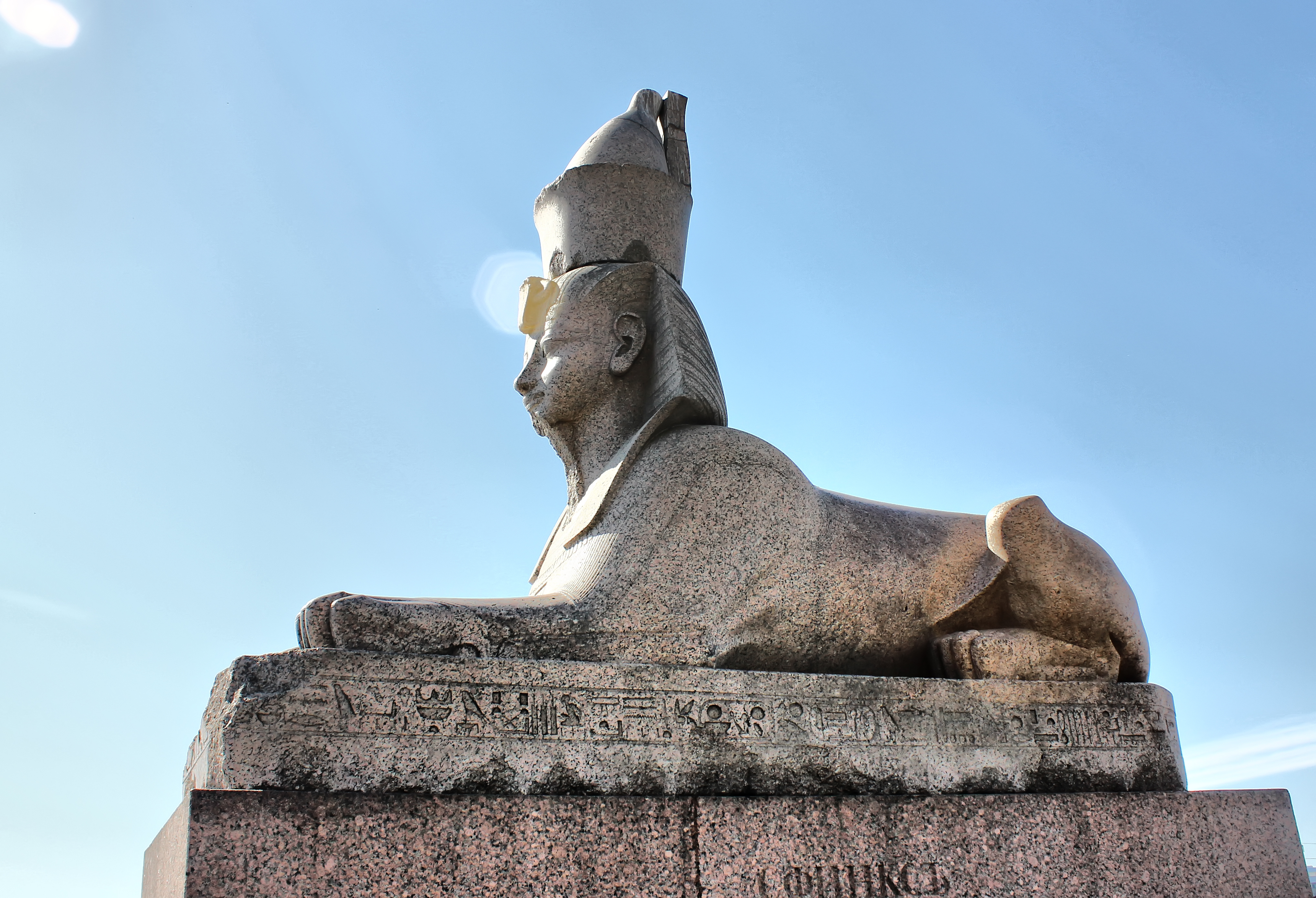
Sphinx du quai de l'université.

Le quai aux sphinx (en russe : Сфинксы на Университетской набережной, « sphinx sur le quai de l'Université ») est le surnom de la section du quai de l'Université à Saint-Pétersbourg où ont été placées deux statues de sphinx de l'Égypte antique, à l'époque où l'Europe connaissait une vague d'égyptomanie. Le pont Égyptien de Saint-Pétersbourg en est un autre exemple de la même époque. De même que l'obélisque de Louxor à Paris.

## Description
Les sphinx du quai de l'université ont environ 3 500 ans. Ils sont sculptés dans du syénite, et se trouvaient à l'origine à l'entrée du temple des millions d'années construit en Égypte près de Thèbes pour le pharaon Amenhotep III. Leurs têtes représentent celle de ce pharaon. Elles sont couvertes par la double couronne pschent pour témoigner que le pharaon était souverain de deux royaumes : la Haute-Égypte et la Basse-Égypte. Les mentons et les barbes des sphinx ont été brisées durant l'antiquité, peu après la mort du pharaon. Mais lors du chargement des sphinx un câble s'est cassé et un sphinx est tombé, brisant le mât en bois et le flanc du navire. Le câble a aussi laissé une trace profonde sur la figure du sphinx, mais il a été possible d'atténuer les dégâts lors d'une restauration.

## Déplacement jusqu'à Saint-Pétersbourg
L'acquisition de ces sphinx du quai de l'université est due à Andreï Mouraviov, qui s'est rendu en pèlerinage en Terre sainte en 1830. À Alexandrie, il a vu que les sphinx étaient mis en vente. Ces statues de l'Antiquité l'ont tellement impressionné, qu'il a immédiatement envoyé une lettre à l'ambassadeur russe, dans laquelle il lui suggère de les acquérir. De l'ambassade, sa lettre poursuit son chemin jusqu'à Saint-Pétersbourg. Elle est adressée à l'empereur Nicolas Ier, qui la remet à l'Académie des Beaux-Arts. Finalement l'achat des sphinx parut opportun à l'Académie. Mais au moment où toutes les formalités administratives allaient être résolues, le propriétaire anglais les avait déjà vendues à la France. Ce qui sauva la mise de la Russie fut la révolution de Juillet 1830. Si celle-ci n'avait pas eu lieu, les statues de ces créatures mythologiques orneraient sans doute aujourd'hui les quais de la Seine ou une place de Paris.
En 1832, les sphinx arrivent à Saint-Pétersbourg. Ils sont placés durant deux ans dans la cour de l'Académie des Arts. Il a fallu beaucoup de temps pour construire les murs d'une jetée. C'est l'architecte Constantin Thon qui est chargé de la construction. En 1834, les sphinx ont pris place sur le quai de l'université.

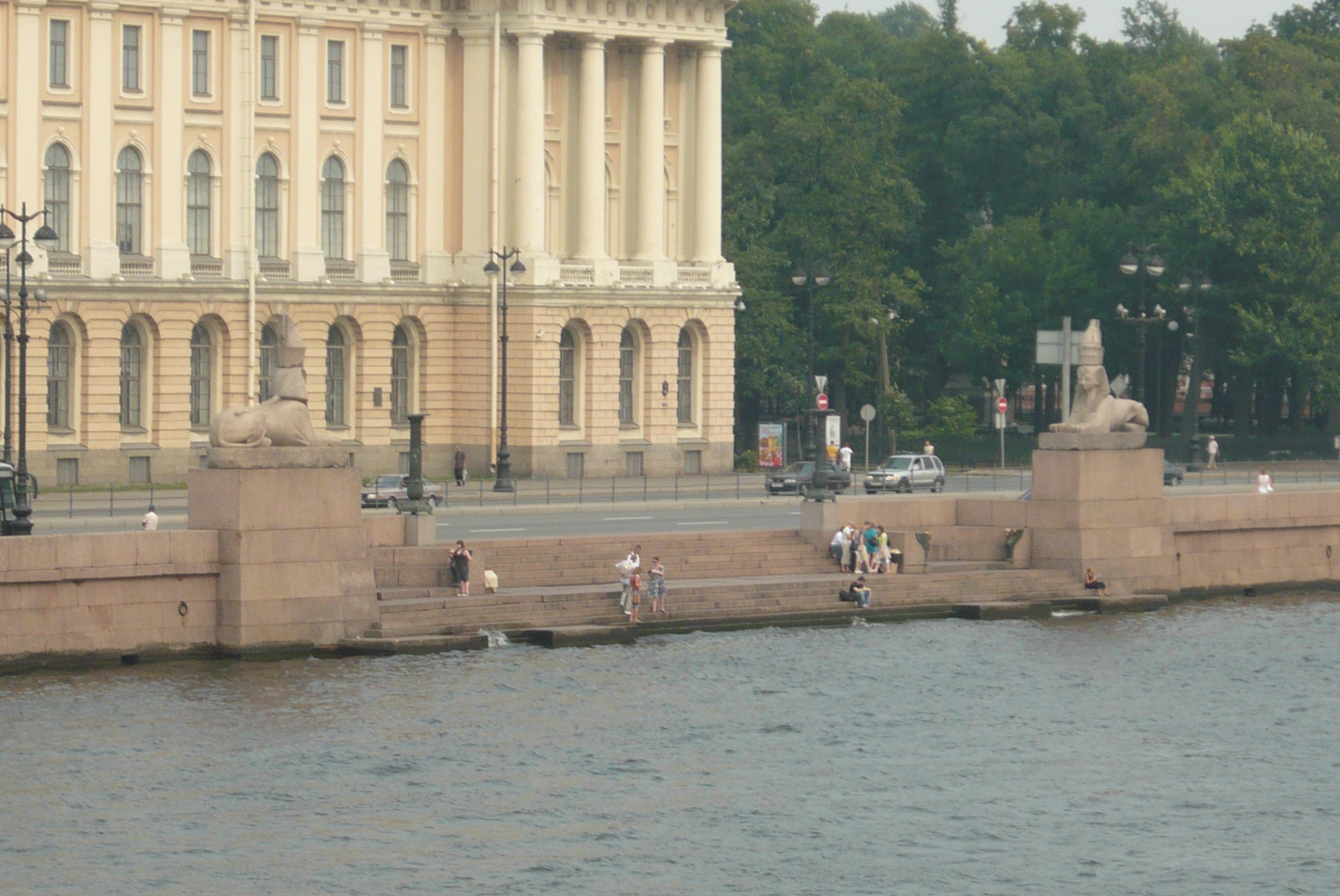
Quai aux sphinx.

## Recherches de Vassili Struve
Depuis l'époque de l'installation des sphinx sur les quais de la Néva en 1834, et jusqu'à 2005, un seul ouvrage scientifique et historique a été publié : une brochure de l'académicien Vassili Struve Les Sphinx de Saint-Pétersbourg, publié, comme indiqué sur l'ouvrage, par décision de la société impériale russe d'archéologie, le 12 août 1912. Il n'a jamais été réimprimé. Vassili Struve rapporte que l'architecte français Auguste Ricard de Montferrand, qui avait terminé en 1834 l'installation de la colonne d'Alexandre à Saint-Pétersbourg a proposé de faire sculpter une statue colossale d'Osiris et de la placer entre les deux sphinx. Mais le projet d'une simple jetée avait déjà été approuvé le 16 décembre 1831 par un décret de l'empereur et il n'était pas possible de revenir sur celui-ci.
Les inscriptions au pied du sphinx, sauf celles du côté de la Néva, ont été traduites en 1912 par Vassili Struve. Plus tard elles ont encore été étudiées par l'égyptologue soviétique Youri Perepiolkine puis par son étudiant à l'université d'État de Saint-Pétersbourg, A. Vassoevitch. Elles représentent le nom et les titres complets du pharaon Amenhotep III, dieu incarné sur terre: « Oui Horus est vivant, le puissant taureau, brillant dans la vérité, établissant les lois, pacifiant les deux royaumes. Horus d'or, taureau des rois, conquérant des neuf arcs. Tsar de la Haute et de la Basse-Égypte, chef des deux terres, Amenhotep III, fils de Rê, bien-aimé par lui, seigneur de Thèbes, représentant de Rê sur les deux royaumes. Horus, le seigneur bienveillant pour l'éternité, à qui est donnée la vie, la permanence, le bonheur et la santé. »

## Restauration des années 2002-2003
En 2002-2003 a eu lieu la première restauration complète des sphinx par les restaurateurs russes S. Chtchigorets et A. Doos, sous l'égide de l'association pour l'étude de l'Égypte ancienne, MAAT. Les résultats des travaux de recherches ont donné lieu à une publication, consacrée aux sphinx, à leur conservation et à l'ère d'Amenhotep III. Dans l'ouvrage publié sous la direction de l'égyptologue russe Victor Solkine est reproduite la gravure de J. Bonomi sur lequel il apparaît clairement que les sphinx de Saint-Pétersbourg proviennent du temple des millions d'années d'Amenhotep III à Kôm el-Hettan en Égypte.